# Hideto Tanihara
Hideto Tanihara (16 november 1978) is een Japans golfer. Hij heeft twee toernooien gewonnen op de Aziatische PGA Tour. Beide toernooien tellen ook mee voor de Japan Golf Tour.
In 2005 speelde hij een seizoen op de Amerikaanse PGA Tour, nadat hij zich daarvoor via de Tourschool had gekwalificeerd.

In 2013 eindigde hij op de 6de plaats van de Japanse Order of Merit, nadat hij zijn 10de overwinning in Japan had behaald.   

## Gewonnen
Aziatische PGA Tour
- 2003: Asia Japan Okinawa Open
- 2008: Asia-Pacific Panasonic Open

Elders
- 2003: Mandom Lucido Yomiuri Open
- 2006: Sun Chlorella Classic, JCB Classic Sendai
- 2007: Fujisankei Classic, PGTI Players Championship (Poona Golf Club, India)
- 2008: Munsingwear Open KSB Cup
- 2010: Vana H Cup KBC Augusta, Japan
- 2013: Mitsui Sumitomo VISA Taiheiyo Masters, Japan

## Teams
- EurAsia Cup: 2014